# Лех
Лех (на немски: Lech) е река в Австрия (провинции Форарлберг и Тирол) и Германия (провинция Бавария), десен приток на Дунав. Дължина 256 km, площ на водосборния басейн 3919 km².
Река Лех води началото си от езерото Формаринзе, разположено на 1817 m н.в. в северозападните склонове на Лехталските Алпи, в източната част на провинция Форарлберг, Австрия. На територията на Австрия тече в североизточна посока в дълбока и тясна планинска долина между Лехталските Алпи на юг и югоизток и Алгойските Алпи на север и северозапад. При германския град Фюсен навлиза на територията на Германия, провинция Бавария, като тук посоката на реката става северна и пресича Швабско-Баварското плато. Влива се отдясно в река Дунав, при нейния 2496 km (от устието), южно от селището Марксхайм в район Донау-Рис в провинция Бавараия.
На изток водосборният басейн на Лех граничи с водосборните басейни на реките Пар и Изар (десни притоци на Дунав), на югоизток – с водосборния басейн на река Ин (десен приток на Дунав), на югозапад – с водосборния басейн на река Рейн, а на запад – с водосборните басейни на реките Илер, Миндел и Цузам (десни притоци на Дунав). В тези си граници площта на водосборния басейн на Лех възлиза на 3919 km² (0,48% от водосборния басейн на Дунав), който е тесен и дълъг, поради което притоците му са къси: леви – Филс (34 km), Вертах (141 km); десни – Ротлех (20 km), Илах (23 km).
Среден годишен отток при Ландсберг ам Лех (средното течение) 85 m³/sec, в устието – около 120 m³/sec, с максимален отток през лятото в резултат от топенето на снеговете в Алпите.
На австрийска територия най-голямото селище по течението на реката е град Ройте (провинция Тирол), а на германска територия – градовете Фюсен, Шонгау, Ландсберг ам Лех и Аугсбург. По течението на реката е изградена каскада от няколко малки язовира (Форгензе, Премерлехзе, Лехщаузе и др.).
През 2 век реката се нарича Likios или Likias, през 570 г. се среща с името Licca, а през 8 век се появяват имената Lecha и Lech. До 1059 г. е наричана също Licus. На 10 август 955 г. южно от Аугсбург и на 11 и 12 август северозападно от Аугсбург войските на германския крал Ото I Велики разгромяват унгарците номади в така наречената Битка на Лехското поле, като по този начин слагат край на техните набези опустошили през 10 век територията на Централна Европа.
На 15 април 1632 г. в устието на реката, по време на Тридесетгодишната война се е провело още едно голямо сражение между шведската армия под предводителството на крал Густав II Адолф и войските на Католическата лига под командването на видния пълководец Йохан Церклас Тили.